# Prionus elliotti
Prionus elliotti là một loài bọ cánh cứng trong họ Cerambycidae.